# Pågen
Pågen är ett svenskt bageriföretag med en koncernårsomsättning på 2,7 miljarder kronor (2013). Pågen bakar och säljer bland annat matbröd, hamburgerbröd, korvbröd, kaffebröd och skorpor. Företaget grundades 1878 av Anders och Matilda Påhlsson. Huvudkontoret är beläget i Malmö och produktionen sker vid företagets två bagerier i Malmö och Göteborg.

## Företaget
År 1878 startade Anders och Matilda Påhlsson A. Påhlssons bageri på Tallgatan i Malmö. Eftersom de inte fick tillgång till att sälja bröd i de ofta kooperativa mjölkbutiker som fanns, startade de i början av 1900-talet ett antal nya mjölkbutiker runt om i Malmö för att på så sätt distribuera och sälja sitt bröd. Efterhand växte det till ett 50-tal livsmedelsbutiker, mejeri med mera runt om i staden. Sedan dess har det fortsatt växa som ett renodlat familjeföretag genom generationerna. I Pågengruppen ingår även gamla varumärken som Lockarps, Kullens Bageri och Växjöbagaren.
År 2000 gick företaget samman med Pååls, som också varit i samma familjs ägo i över 70 år, men som bedrivits separat i Göteborg. 
År 2007 lade Pågen ned Lockarps bageri i området Lockarp i Malmö, vars verksamhet flyttades till bagerierna i Göteborg och på Lantmannagatan i Malmö. År 2014 hade företaget drygt 1400 anställda.

## Produkter, försäljning och export

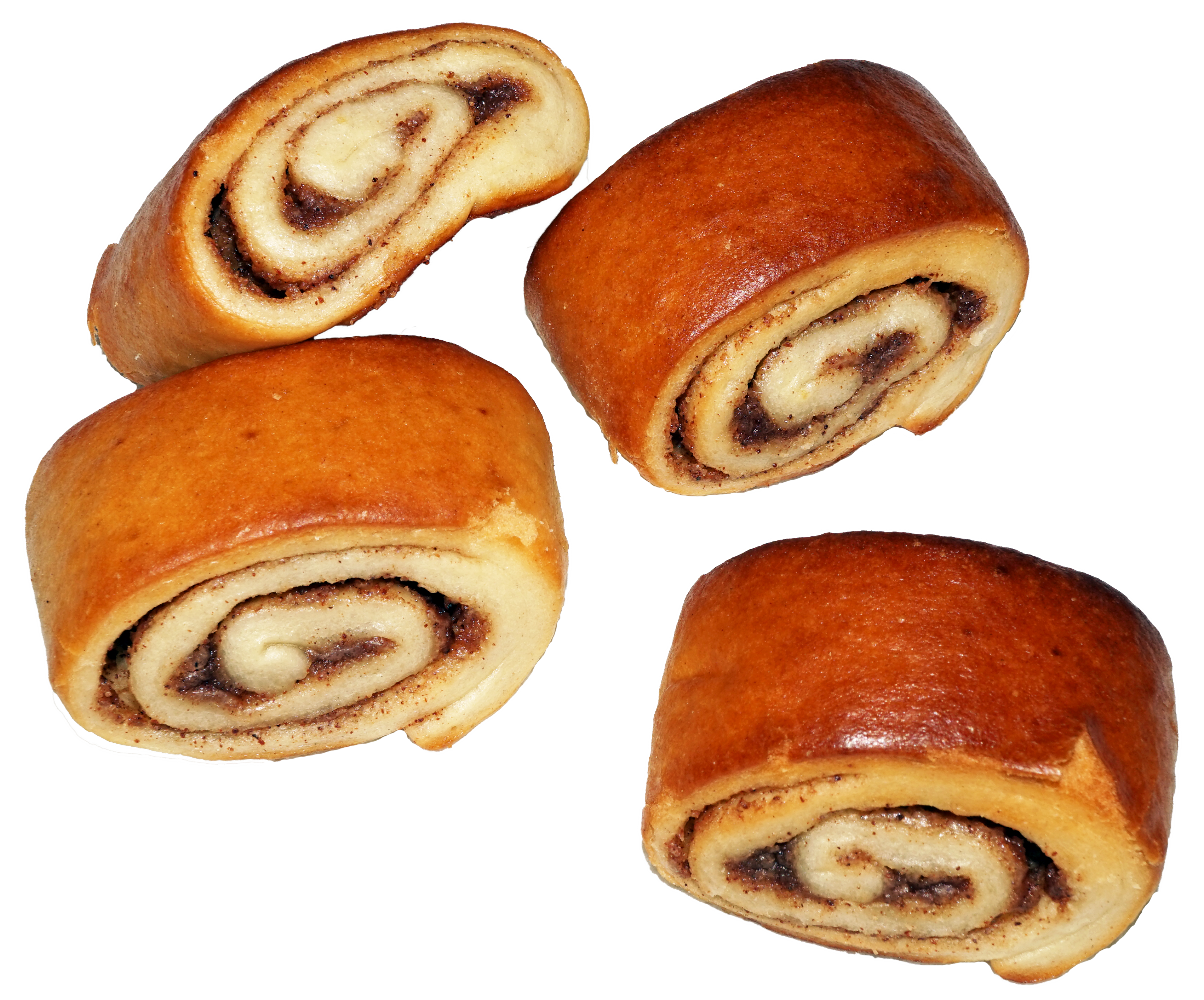
Pågen Gifflar.

Hönökaka är ett tunt ljust matbröd som har tillverkats sedan 1950-talet. Den fick sitt namn eftersom bagaren som inspirerade till det var bosatt på Hönö. Jättefranska lanserades under 1960-talet och är enligt Pågen Sveriges första färdigskivade formfranska. Idén till produkten Gifflar kom av feltillverkade kanelsnäckor under 1970-talet. Matbrödet Lingongrova (skrivet LingonGrova) lanserades i början av 1990-talet under namnet Lantgrova, och inledningsvis sålde det dåligt. Men i början av 2000-talet hade det blivit Sveriges mest sålda bröd och enligt en undersökning av Nielsen Scantrack 2008 var Lingongrova det fjärde mest sålda livsmedlet med streckkod i Sverige efter Arlas mellanmjölk, Gevalia mellanbrygg och Marlboro Gold. Lingongrova original innehåller nio viktprocent sockerarter och finns även i en variant med lägre sockerhalt.
I Sveriges nordiska grannländer finns större delen av Pågens sortiment. I de flesta europeiska länderna återfinns Pågens avlånga skorpor, som säljs under varumärket Pågen Krisprolls. En stor del exporteras till Frankrike. Där har skorporna varit populära sedan 1980-talet. Pågen exporterade 26 miljoner skorpförpackningar till Frankrike år 2013.
Våren 2014 utsågs Pågen av Livsmedelsbolagen och Food from Sweden till Årets Livsmedelsexportör 2014.